# TEPS
TEPS(Traversed Edges Per Second) とは、スーパーコンピュータにおいて通信容量と計算力の両面を評価する指標である。これは、より標準的な測定指標であるFLOPSが通信性能を重視しないのとは対照的である。